# Sjældne jordarter
Sjældne jordarter, sjældne jordarters metaller – REE ((engelsk): rare-earth elements, bogstaveligt 'sjældne jordgrundstoffer') er en samlende betegnelse for lanthaniderne: Grundstofferne 57 lanthan til 71 lutetium, samt scandium (21) og yttrium (39). Modsat hvad antydes af deres navn er de sjældne jordarter faktisk ikke sjældne. De er derimod svære at udvinde, hvilket gør dem værdifulde.
De opdeles i LREE (Light REE – lette REE ), som er stofferne fra 57 La til 62 samarium og HREE (Heavy REE – tunge REE ), omfattende stofferne fra 64 gadolinium til 71 Lu. 63 europium tilhører hverken LREE eller HREE. 
På Månen indgår de sjældne jordarter i KREEP, som er et akronym for bestanddelene kalium, REE og fosfor (kemisk symbol 'P').
Sjældne jordarter er svært kompatible med de bjergartsdannende mineraler, og deres ioner er derfor nogle af de sidste, som krystalliserer i residualsmelten. Da nogle af isotoperne samtidig er radioaktive, vil denne fraktionering skabe lokal opvarmning. 
Da de sjældne jordarter er både magnetiske og fluoroforer har de fået en udstrakt teknologisk anvendelse.
| Atomnummer | Navn       | Etymologi                                                                       | Teknisk anvendelse                                                                                      |
| ---------- | ---------- | ------------------------------------------------------------------------------- | --- |
| 21         | Scandium   | Efter Skandinavien.                                                             | Anvendes i visse typer lasere, samt som elektrode i specielle røntgenrør. Kraftige permanente magneter. |
| 39         | Yttrium    | Efter Ytterby, en landsby i Sverige.                                            | Superledere. Fjernsyns- og computerskærme.                                                              |
| 57         | Lanthan    | (græsk) lanthanon; "jeg er gemt".                                               | Lanthanforbindelser bryder lyset godt, og bruges derfor i glasset til optik til dyre kameraer.          |
| 58         | Cerium     | efter asteroiden Ceres.                                                         | |
| 59         | Praseodym  | (græsk) praso; "porregrøn" tvilling.                                            | Bruges blandt andet til at farve keramik grønt og gult.                                                 |
| 60         | Neodym     | (græsk) neo; "ny" tvilling.                                                     | Kraftige permanente magneter                                                                            |
| 61         | Promethium | efter Prometheus der gav menneskene ilden i gave.                               | Selvlysende maling                                                                                      |
| 62         | Samarium   | Vasilij Samarskij-Bykhovets opdagede den sjældne jordartsmalm samarskit.        | Samarium opfanger elektroner og bruges blandt andet til at indfange neutroner i atomreaktorer.          |
| 63         | Europium   | Demarcay isolerede grundstoffet og opkaldte det efter Europa.                   | Fluorescens-mærkning af euro-pengesedler. Fjernsyns- og computerskærme.                                 |
| 64         | Gadolinium | efter Johan Gadolin (1760-1852) fordi han undersøgte de sjældne jordarter.      | |
| 65         | Terbium    | Efter Ytterby, en landsby i Sverige, opdaget af Mosander i 1843.                | Fjernsyns- og computerskærme. Bruges til lasere der udsender grønt lys                                  |
| 66         | Dysprosium | (græsk) dysprositos; "svær at få fat i".                                        | Kraftige permanente magneter                                                                            |
| 67         | Holmium    | (latin) Holmia; Stockholm.                                                      | |
| 68         | Erbium     | Efter Ytterby, en landsby i Sverige.                                            | Forstærkere i optiske ledere.                                                                           |
| 69         | Thulium    | Efter det mytiske land Thule.                                                   | |
| 70         | Ytterbium  | Opkaldt efter landsbyen Ytterby, hvor de første sjældne jordarter blev opdaget. | |
| 71         | Lutetium   | (latin) Lutetia, romernes navn for Paris.                                       | |

## Udvinding
Sjældne jordarters metaller udvindes fra ganske få miner, mest fra open pit-miner. En mulig kilde til udvinding er aske fra forbrænding af kul i energikraftværker.